# على الطريق (فلم)
على الطريق (بالإنجليزية: On the Road) هو فيلم مغامرة تم إنتاجه في البرازيل وكندا وصدر في سنة 2012. الفيلم من إخراج والتر ساليس من بطولة سام رايلاي وكريستين ستيوارت وأليس براغا وإيمي آدمز وإليزابيث موس.

## الميزانية والإيرادات
بلغت تكلفة إنتاج الفيلم حوالي 25 مليون دولار بينما حقق أرباحا تقدر بـ 8,784,318 دولار.

## وصلات خارجية
- مقالات تستعمل روابط فنية بلا صلة مع ويكي بيانات

لا توجد روابط لمواقع التواصل الاجتماعي.